# Adony
Adony là một thành phố thuộc hạt Fejér, Hungary. Thành phố này có diện tích 61,05 km², dân số năm 2010 là 3838 người, mật độ 63 người/km².